# Arthur Stenz
Arthur Stenz (* 27. Februar 1857 in Borna; † 22. Dezember 1925 in Dresden) war ein deutscher Violoncellist und Musikpädagoge.

## Leben
Arthur Stenz hatte von 1872 bis 1876 in Dresden bei Friedrich Grützmacher und Friedrich August Kummer studiert. Von 1880 bis 1915 war Stenz Mitglied der Sächsischen Staatskapelle Dresden. Stenz unterrichtete am Dresdner Konservatorium das Fach Violoncello. 1890 wurde er zum Königlich Sächsischen Kammermusiker ernannt.
Arthur Stenz bildete mit dem Dresdener Pianisten Walther Bachmann und dem Violinisten Rudolf Bärtich das Klaviertrio Bachmann, Bärtich, Stenz, das regelmäßig Konzerte im Dresdener Neustädter Kasino gab.